# Istme de Curlàndia
L'Istme de Curlàndia (lituà: Kuršių nerija, rus: Куршская коса, polonès: Mierzeja Kurońska alemany,: Kurische Nehrung, letó: Kuršu kāpas) té 98 km de llarg, prim, corb de dunes de sorra que separa la llacuna de Curlàndia de la mar Bàltica. Està inscrit a la llista del Patrimoni de la Humanitat de la UNESCO des del 2000.

## Geografia
L'Istme de Curlàndia s'estén des de la Península de Sambia al sud de la península al seu extrem nord al costat d'un estret, que és a través de la ciutat portuària de Klaipeda a la part continental de Lituània. El nord de 52 km de llarg del tram de l'Istme de Curlàndia pertany a Lituània, mentre que la resta forma part de la regió de Kaliningrad, Rússia (vegeu el mapa). L'amplada de l'Istme varia des d'un mínim de 400 m a Rússia (prop del Lesnoye) d'un màxim de 3.800 m a Lituània (just al nord de Nida).

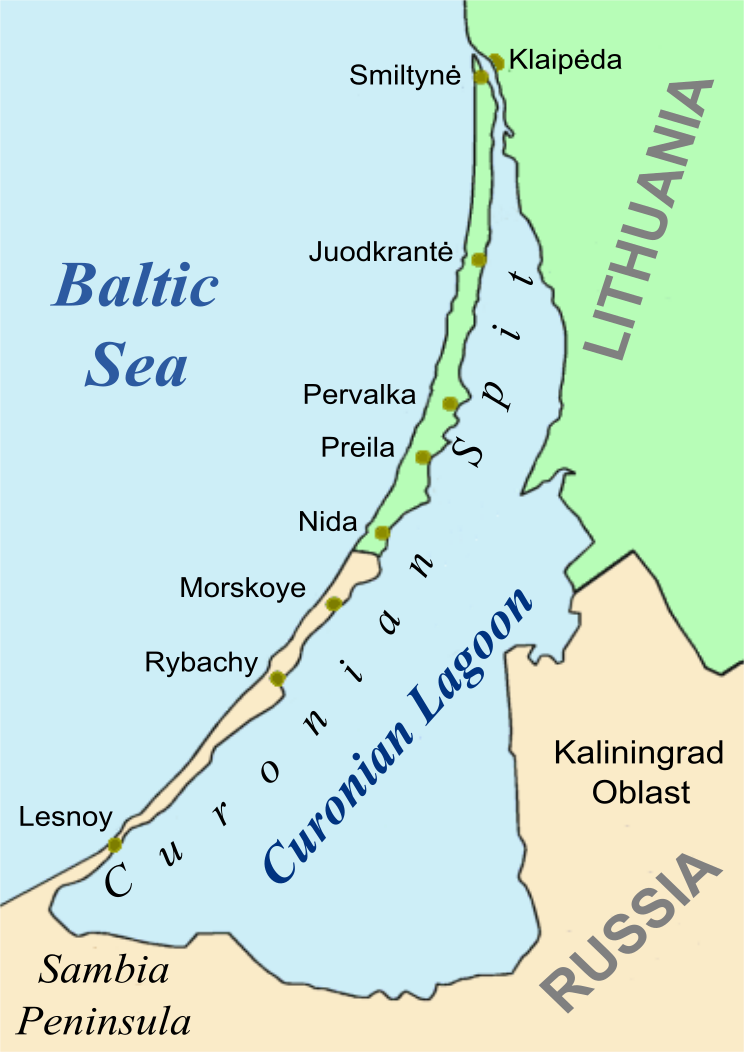
Istme i llac de Curlàndia

## Història
El cavallers teutons ocupen la zona en el segle xiii i construeixen els seus castells a Memel (1252), Neuhausen (1283), i en Rossitten (1372).
Al segle xvi, un nou període de formació de dunes va començar. La desforestació de l'istme degut al sobrepasturatge, la tala de fusta, i construcció d'embarcacions per a Königsberg el 1757 les dunes van conquerir l'istme i enterrar aldees senceres. Alarmat per aquests problemes, el govern prussià inicià els esforços a gran escala els de revegetació i reforestació, que va començar el 1825. Degut a aquests esforços, gran part de l'istme està cobert per boscos. Al segle xix l'istme de Curlàndia estava habitat principalment per curonians (Kursenieki) amb una important minoria alemanya al sud i en una minoria lituana al nord. La població de curonians finalment es va reduir a causa de l'assimilació i altres raons, és propera a inexistent en aquests dies i fins i tot abans de 1945, quan s'havia convertit en totalment ètnicament alemanya. Fins al segle xx, la majoria de les persones a la zona van fer la seva vida amb la pesca. La població alemanya va ser expulsada després de la Segona Guerra Mundial.
Després de la dissolució de la Unió Soviètica, el turisme va florir; molts alemanys, la majoria dels descendents dels habitants de la zona, trien l'Istme de Curlàndia (especialment Nida, ja que no es necessiten visats per als alemanys a Lituània) com la seva destinació de vacances.
Grups locals ambientalistes de les regions de Kaliningrad i Lituània van protestar contra els plans de Lukoil per explotar el jaciment petrolífer D6, que es troba a les aigües territorials de Rússia 22,5 km de l'Istme Curlàndia, a causa dels possibles grans danys al medi ambient i el turisme en cas de fuites de petroli. Tanmateix, l'explotació del camp petrolier D6 es va inaugurar el 2005.

## Situació actual
L'Istme de Curlàndia és la lloc de les dunes de sorra més alta en moviment (de deriva) a Europa. La seva alçada mitjana és de 35 m, però alguns assoleixen l'altura de 60 m.
La ciutat més gran a l'Istme és Nida a Lituània, un popular complex de vacances, freqüentada per turistes alemanys i lituans. La costa nord dels Istmes de Curlàndia és el lloc de les platges per als turistes. Tant el cantó rus com el lituà de l'istme són els parcs nacionals.
Els pobles de l'Istme de Curlàndia (de nord a sud) són:
- Smiltynė
- Alksnynė
- Juodkrantė
- Pervalka
- Preila
- Nida
- Morskoe
- Rybachy
- Lesnoye

Els primers sis estan a la part lituana, mentre que els tres últims estan al costat rus. La part russa de l'Istme de Curlàndia Zelenogradsk pertany al districte de l'óblast de Kaliningrad, mentre que la part lituana es va dividir entre la ciutat de Klaipėda i la municipalitat de Neringa.
Hi ha un únic camí que travessa tota la longitud de l'Istme de Curlàndia. A la part russa va a Zelenogradsk, mentre que per part de Lituània va a Smiltynė. L'Istme no està connectat al continent per Lituània. Transbordadors de vehicles de transport proporcionen un vincle entre Smiltynė, ubicat a l'istme, i la ciutat portuària de Klaipeda.
Des de 2000, l'Istme de Curlàndia ha estat a la Llista del Patrimoni Mundial d'acord amb els criteris culturals de "V" (un exemple destacat de formes tradicionals d'assentaments humans, l'ús de la terra, el mar o l'ús que sigui representativa d'una cultura [...], o la interacció humana amb el medi ambient, especialment quan ha esdevingut vulnerables als efectes de canvis irreversibles).